# Psephotellus
Psephotellus és un gènere d'ocells de la família dels psitàcids.

## Llista d'espècies
Aquest gènere està format per 4 espècies:, una d'elles extinta.
- cotorra aladaurada (Psephotellus chrysopterygius).
- cotorra de caputxa negra (Psephotellus dissimilis).
- cotorra del paradís (Psephotellus pulcherrimus. Extinta.
- cotorra variada (Psephotellus varius).